# Eighties
Singles de Killing Joke
Me or You?
(1983) A New Day
(1984)
Pistes de Night Time
Europe
(7)
Eighties est une chanson du groupe Killing Joke, sortie en avril 1984 en tant que premier single de leur album Night Time (1985).

## Controverse
Après la sortie du single Come as You Are (1992) du groupe Nirvana, Jaz Coleman, leader du groupe Killing Joke, accuse Nirvana d'avoir plagié le riff de guitare de leur titre Eighties. D'après le magazine Rolling Stone, le groupe anglais n'engage cependant aucune poursuite judiciaire pour violation du droit d'auteur. Toutefois, d'autres versions de l'histoire circulent selon lesquelles Killing Joke aurait effectivement intenté une action en justice mais aurait été débouté, ou encore que les poursuites auraient été arrêtées à la suite de la mort de Kurt Cobain. Dans une interview de 1994, Geordie Walker, le guitariste de Killing Joke, explique que son label a envoyé à Geffen Records une lettre où deux musicologues jugent que le plagiat est avéré mais qu'il leur aurait été rétorqué que Nirvana n'avait jamais entendu parler d'eux, alors même que Walker affirme qu'ils leur avaient envoyé une carte de vœux pour Noël. 
Finalement, dans son journal, Kurt Cobain a reconnu que la partie de guitare de Come As You Are est la même que celle de la chanson Eighties. Par ailleurs, le critique musical Jack Rabid rapporte en 2004 que la chanson Life Goes On (1982), du groupe The Damned, comporte un riff extrêmement semblable à celui de Come as You Are et Eighties. Le titre 22 faces du groupe Garden of Delight, sorti la même année que eighties, comporte également un riff identique. Malgré cette controverse, Dave Grohl, ancien batteur de Nirvana, accepte en 2003 de tenir la batterie sur un album de Killing Joke, démontrant ainsi que l'incident était clos.